# Yourself
Yourself(유어셀프)는 음악 그룹 Dream의 12번째 싱글 음반이다. 주간 오리콘 차트에서 21위를 기록했으며 4주 간 차트 순위에 올랐다. Yourself는 제80회 전국고등학교 축구선수권대회의 이미지곡이었다. 이때가 이 그룹이 비디오 싱글을 발매한 마지막 시기였다.

## 곡 목록
- "Yourself" (Original)
- "Yourself" (Dub's Unrestricted Remix)
- "Yourself" (Instrumental)

## 크레딧
- Mai Matsumuro (가사)
- Kazuhito Kikuchi (음악)
- Suzuki Masaya (편곡)